# Flora Robson
Flora Robson (South Shields, 28 maart 1902 – Brighton, 7 juli 1984) was een Britse actrice.
Robson, die in 1921 begon met acteren, specialiseerde zich al snel in het spelen van karakterrollen. Ze speelde de rol van koningin Elizabeth I zowel in het historisch drama Fire over England (1937) als in de Errol Flynn-piratenfilm The Sea Hawk (1940). Ze vertolkte nog meer adellijke figuren zoals tsarina Elisabeth van Rusland in de biopic The Rise of Catherine the Great (1934) en keizerin Cixi in het historisch drama 55 Days at Peking (1963).
In haar latere carrière speelde ze vaker in televisiefilms. Haar laatste rol speelde ze in 1981 in de fantasyfilm Clash of the Titans.
Naast haar filmactiviteiten ontwikkelde Robson eveneens een drukke toneelcarrière.
Ze overleed op 82-jarige leeftijd in 1984. Ze is nooit getrouwd geweest en heeft ook geen kinderen.

## Filmografie (selectie)
- 1931 – A Gentleman of Paris (Sinclair Hill)
- 1932 – Dance Pretty Lady (Anthony Asquith)
- 1933 – One Precious Year (Henry Edwards)
- 1934 – The Rise of Catherine the Great (Paul Czinner)
- 1937 – Fire Over England (William K. Howard)
- 1937 – Farewell Again (Tim Whelan)
- 1939 – Wuthering Heights (William Wyler)
- 1939 – Poison Pen (Paul L. Stein)
- 1939 – We Are Not Alone (Edmund Goulding)
- 1939 – Invisible Stripes (Lloyd Bacon)
- 1940 – The Sea Hawk (Michael Curtiz)
- 1941 – Bahama Passage (Edward H. Griffith)
- 1944 – Two Thousand Women (Frank Launder)
- 1945 – Saratoga Trunk (Sam Wood)
- 1945 – Great Day (Lance Comfort)
- 1945 – Caesar and Cleopatra (Gabriel Pascal)
- 1946 – The Years Between (Compton Bennett)
- 1947 – Black Narcissus (Michael Powell en Emeric Pressburger)
- 1947 – Frieda (Basil Dearden)
- 1947 – Holiday Camp (Ken Annakin)
- 1948 – Good-Time Girl (David MacDonald)
- 1948 – Saraband for Dead Lovers (Basil Dearden)
- 1953 – Malta Story (Brian Desmond Hurst)
- 1954 – Giulietta e Romeo (Romeo and Juliet) (Renato Castellani)
- 1957 – High Tide at Noon (Philip Leacock)
- 1957 – No Time for Tears (Cyril Frankel)
- 1958 – The Gypsy and the Gentleman (Joseph Losey)
- 1963 – 55 Days at Peking (Nicholas Ray)
- 1963 – Murder at the Gallop (George Pollock)
- 1964 – Guns at Batasi (John Guillermin)
- 1965 – Young Cassidy (John Ford en Jack Cardiff)
- 1965 – Those Magnificent Men in their Flying Machines (Ken Annakin)
- 1966 – Seven Women (John Ford)
- 1966 – David Copperfield (televisieserie)
- 1966 – Eye of the Devil (J. Lee Thompson)
- 1967 – The Shuttered Room (David Greene)
- 1970 – The Beloved (George P. Cosmatos)
- 1970 – The Beast in the Cellar (James Kelley)
- 1970 – Fragment of Fear (Richard C. Sarafian)
- 1972 – Alice's Adventures in Wonderland (William Sterling)
- 1979 – Dominique (Michael Anderson)
- 1981 – Clash of the Titans (Desmond Davis)

## Nominatie
- 1947: Saratoga Trunk : Oscar voor beste vrouwelijke bijrol